# Ischnura buxtoni
Ischnura buxtoni – gatunek ważki z rodziny łątkowatych (Coenagrionidae).